# BESZM

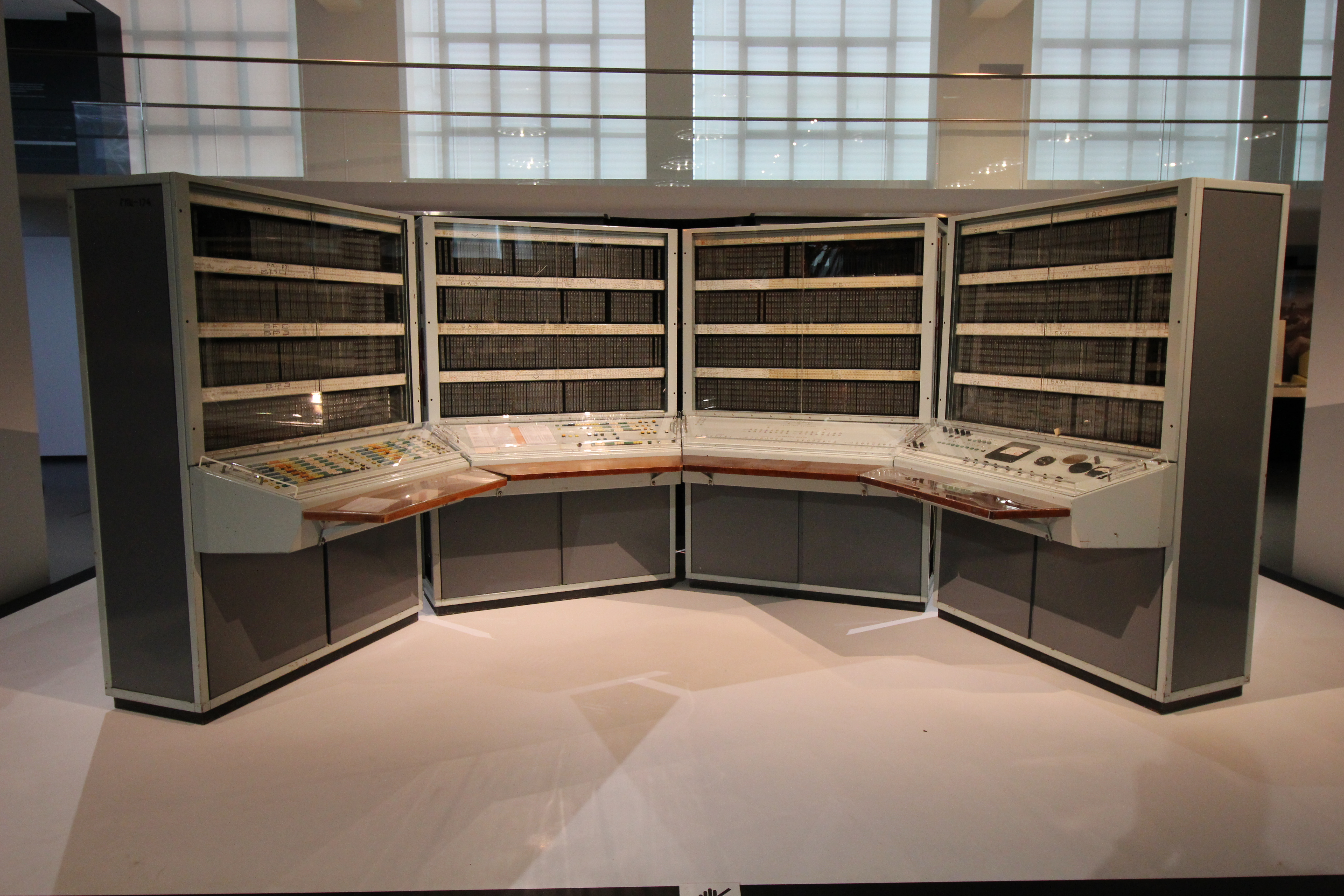
BESZM-6 a londoni számítástechnikai múzeumban

A BESZM (БЭСМ) az első sorozatban gyártott szovjet nagyszámítógépek (mainframe) típusa. Az elnevezés a Nagy Elektronikus Számítógép (oroszul: Большая электронно-счётная машина / Bolsaja elektronno-szcsotnaja masina) kezdőbetűiből képzett betűszó.

## A BESZM 1
Az első BESZM modell, a BESZM 1 avagy BESZM AN 1952 őszén készült el és helyezték üzembe. Hozzávetőlegesen 5000 elektroncsövet tartalmazott. Megépítésekor a világ leggyorsabb számítógépe volt. A lebegőpontos számokat egy 39 bit hosszú szóval reprezentálta (32 bit a mantissza, 1 bit az előjel, és 1+5 bit az exponens). Ennek megfelelően a számábrázolási tartománya 10−9 és 1010 között volt. Az első gépeknek 1024 szó írható-olvasható ferrit memóriája, valamint egy szintén 1024 szóból álló csak olvasható félvezetős memóriája volt. A BESZM 1-hez 4 mágnesszalagos egység és mágneses dob volt csatlakoztatva mint külső tár. A mágneses dob átlagos elérési sebessége 800 szó/mp volt. A gépet elsődlegesen lebegőpontos műveletek végzésére, műszaki és tudományos számítások gyorsítására készítették. Az átlagos műveleti gyorsasága 10 KFlops volt!

## A BESZM számítógépek jelentősége
Mivel a BESZM számítógépek tervezésekor elsődleges cél volt egy műszaki és tudományos számítások végzésére alkalmas számítógép készítése a BESZM 1 módosított javított változata a BESZM 2 tette lehetővé, hogy a Szovjetunió az 1950-es évek végére az űrkutatásban abszolút fölényre tegyen szert. 
A BESZM gépek segítették az első földkörüli pályára állított műholdak, a Szputnyik–1 (1957. október 4.) és a Szputnyik–2 (1957. november 3., utasa Lajka kutya), valamint az első űrhajóst, Jurij Gagarint szállító Vosztok–1 űrhajónak a megtervezését és pályára állítását.
Az  első sorozatban gyártott amerikai számítógép az UNIVAC (UNIVersal Automatic Computer I), az Egyesült Államok Népszámlálási Hivatala részére készült. (Az első példányt 1951. június 14-én állították üzembe.) Mint ilyen, alapvetően csak üzleti és adminisztratív feladatok ellátására volt alkalmas, nagy mennyiségű, de egyszerű aritmetikai művelet elvégzésére. Ellentétben a BESZM gépekkel, amelyeket az orosz tervezők műszaki, tervezési és tudományos számítások gyors elvégzésére terveztek.

## Következmények
Az 1957. október 4-én felbocsátott Szputnyik hatalmas sokkot okozott Amerikában (Szputnyik-válság) mind a lakosság, mint a kormányzat döbbenten konstatálta a Szovjet űrtechnológiának és ezzel együtt a szovjet számítástechnológiának a fölényét. Két teljes napba telt, míg a rendelkezésre álló eszközökkel az Illinoisi Egyetemen sikerült meghatározni a Szputnyik pályáját.
A Szputnyik-válságot követően az Amerikai Védelmi Minisztérium jelentős kezdeményezések sorát indította el és megindította az űrversenyt. Ennek első lépése volt a NASA létrehozatala 1958-ban és a Mercury-program elindítása.
1959-ben az a Kongresszus 100 millió dollárral 134 millió dollárra emelte a Nemzeti Tudományos Alap támogatását. Tulajdonképpen az internet létrejötte is valahol a BESZM gépeknek köszönhető, mivel a Szputnyik-sokk egyik kései hatásaként indította el az Amerikai Védelmi Minisztérium a számítógépes hálózati projektjét, az ARPANET-et.